# Лукинское (Николоторжское сельское поселение)
Лукинское — деревня в Кирилловском районе Вологодской области.
Входит в состав Николоторжского сельского поселения, с точки зрения административно-территориального деления — в Николо-Торжский сельсовет.
Расстояние по автодороге до районного центра Кириллова — 32 км, до центра муниципального образования Никольского Торжка — 7 км. Ближайшие населённые пункты — Страхово, Толокняница, Малый Дор, Корякино, Матвеевское.
По переписи 2002 года население — 1 человек.